# Bologna Sezione Calcio 1928-1929
Questa voce raccoglie le informazioni riguardanti il Bologna Sezione Calcio nelle competizioni ufficiali della stagione 1928-1929.

## Stagione
Nella stagione 1928-1929, ultima di Divisione Nazionale a due gironi, visto che dalla stagione successiva la massima serie diventa Serie A, il Bologna ha vinto lo scudetto tricolore.
Ha prima vinto il girone B del campionato di Divisione Nazionale con 49 punti, otto in più delle seconde Juventus e Brescia con 41 punti. Poi, nella finale scudetto, ha superato il Torino, vincitore del girone A con 48 punti, vincendo all'andata (3-1), perdendo poi il ritorno (0-1), ma vincendo il decisivo spareggio (1-0), conquistando così il titolo di campione d'Italia. Titolo vinto per la seconda volta dai felsinei, dopo quello ottenuto nel 1924-1925.
Con 29 reti segnate in 29 gare di campionato, più una doppietta realizzata nella prima finale scudetto, il bolognese Angelo Schiavio è stato protagonista di questa stagione rossoblù.

## Rosa
| N. |                   | Ruolo | Calciatore         |
| -- | ----------------- | ----- | ------------------ |
|    | Italia (bandiera) | P     | Mario Gianni       |
|    | Italia (bandiera) | P     | Paride Pedretti    |
|    | Italia (bandiera) | D     | Gastone Baldi      |
|    | Italia (bandiera) | D     | Felice Gasperi     |
|    | Italia (bandiera) | D     | Pietro Genovesi    |
|    | Italia (bandiera) | D     | Romildo Mercatelli |
|    | Italia (bandiera) | D     | Eraldo Monzeglio   |
|    | Italia (bandiera) | D     | Alfredo Pitto      |
|    | Italia (bandiera) | C     | Antonio Busini     |

| N. |                   | Ruolo | Calciatore           |
| -- | ----------------- | ----- | -------------------- |
|    | Italia (bandiera) | C     | Federico Busini      |
|    | Italia (bandiera) | C     | Giuseppe Della Valle |
|    | Italia (bandiera) | C     | Nino Lolli           |
|    | Italia (bandiera) | C     | Alberto Pozzi        |
|    | Italia (bandiera) | A     | Nino Cogolli         |
|    | Italia (bandiera) | A     | Giuseppe Martelli    |
|    | Italia (bandiera) | A     | Giuseppe Muzzioli    |
|    | Italia (bandiera) | A     | Bernardo Perin       |
|    | Italia (bandiera) | A     | Angelo Schiavio ()   |

## Risultati

### Divisione Nazionale

#### Girone di andata
| Arbitro: | Ferro (Milano) |

|                                                             |           |                             |
| F. Busini 8’ Baldi 13’ Schiavio 63’, 74’ A. Busini 69’, 86’ | Marcatori | 40’ C. Cevenini 68’ Spivach |

| Arbitro: | Galassi (Torino) |

|            |           |                        |
| Miconi 90’ | Marcatori | 12’ Pozzi 32’ Muzzioli |

| Arbitro: | Enrietti (Torino) |

|                                       |           |              |
| Baldi 9’ A. Busini 30’, 33’, 67’, 68’ | Marcatori | 32’ Lombatti |

| Arbitro: | Bruna (Venezia) |

|               |           |              |
| Paulinich 75’ | Marcatori | 20’ Muzzioli |

| Arbitro: | Bonello (Venezia) |

|                                          |           |               |
| Pitto 29’, 52’ A. Busini I 54’, 55’, 83’ | Marcatori | 80’ Sallustro |

| Arbitro: | Mattea (Casale Monf.) |

|                |           |               |
| Pietroboni 89’ | Marcatori | 55’ A. Busini |

| Bologna 18 novembre 1928 7ª giornata | Bologna        | 0 – 0 | Juventus | Stadio del Littoriale\| Arbitro: \| Ferro (Milano) \| |
| Arbitro:                             | Ferro (Milano) |       |          |                                                       |

| Arbitro: | Lenti (Genova) |

|                        |           |                       |
| Bandini 27’ Meucci 58’ | Marcatori | 3’, 62’, 69’ Schiavio |

| Arbitro: | Bruna (Venezia) |

|                                                     |           |  |
| Schiavio 16’, 32’, 63’ Della Valle 44’ Genovesi 77’ | Marcatori |  |

| Arbitro: | Lenti (Genova) |

|  |           |                              |
|  | Marcatori | 46’ Della Valle 70’ Muzzioli |

| Arbitro: | Galassi (Torino) |

|                                  |           |  |
| Pozzi 10’ Schiavio 12’ Baldi 42’ | Marcatori |  |

| Arbitro: | Mattea (Casale Monf.) |

|           |           |                                                     |
| Porta 37’ | Marcatori | 17’, 20’, 59’, 85’ Schiavio 36’ Baldi 71’ A. Busini |

| Arbitro: | Bruna (Venezia) |

|                                        |           |             |
| Schiavio 5’ Pozzi 26’ Baldi 39’ (rig.) | Marcatori | 58’ Puerari |

| Arbitro: | Ferro (Milano) |

|  |           |               |
|  | Marcatori | 38’ A. Busini |

| Arbitro: | Malagodi (Ferrara) |

|           |           |  |
| Pitto 83’ | Marcatori |  |

#### Girone di ritorno
| Arbitro: | Lenti (Genova) |

|  |           |           |
|  | Marcatori | 42’ Pozzi |

| Arbitro: | Asei Conte (Vercelli) |

|                                 |           |  |
| Schiavio 39’, 77’ A. Busini 67’ | Marcatori |  |

| Arbitro: | Pessato (Monfalcone) |

|                                        |           |                                                                             |
| Lombatti 30’ Bertoli 55’ Montanari 60’ | Marcatori | 6’, 32’, 41’, 66’, 77’ Schiavio 39’, 50’ Pozzi 84’ Della Valle 88’ Muzzioli |

| Arbitro: | Pagnin (Treviso) |

|                                            |           |  |
| Della Valle 23’ A. Busini 60’ Muzzioli 68’ | Marcatori |  |

| Arbitro: | Lenti (Genova) |

|  |           |                                                 |
|  | Marcatori | 10’, 58’ Della Valle 84’ A. Busini 86’ Muzzioli |

| Arbitro: | Mattea (Casale Monf.) |

|                                 |           |             |
| A. Busini 19’ Schiavio 44’, 65’ | Marcatori | 49’ Rivolta |

| Arbitro: | Rovida (Milano) |

|              |           |              |
| Galluzzi 66’ | Marcatori | 35’ Schiavio |

| Arbitro: | Melandri (Genova) |

|                                     |           |  |
| Perin 23’ Della Valle 57’ Baldi 75’ | Marcatori |  |

| Pistoia 5 maggio 1929 24ª giornata | Pistoiese              | 0 – 0 | Bologna | Stadio Monteoliveto\| Arbitro: \| R. Barlassina (Novara) \| |
| Arbitro:                           | R. Barlassina (Novara) |       |         |                                                             |

| Arbitro: | Scarpi (Dolo) |

|                                                                                     |           |  |
| A. Ravani 4’ (aut.) Genovesi 6’ Schiavio 14’ A. Busini 19’ Muzzioli 29’ Cogolli 71’ | Marcatori |  |

| Arbitro: | A. Gama (Milano) |

|                       |           |  |
| Ardissone 62’ Agù 81’ | Marcatori |  |

| Arbitro: | P. Barlassina (Novara) |

|                                      |           |            |
| F. Busini 38’, 40’ Schiavio 75’, 81’ | Marcatori | 63’ Brenco |

| Arbitro: | Mattea (Casale Monf.) |

|                                  |           |  |
| Catto 60’ Gastaldi 66’ Catto 88’ | Marcatori |  |

| Arbitro: | Cugnini (Ancona) |

|                            |           |  |
| Schiavio 37’ A. Busini 83’ | Marcatori |  |

| Arbitro: | Mattea (Casale Monf.) |

| |           |  |
| A. Prosperi 16’, 19’, 40’, 59’, 75’ Moretti 53’ B. Bianchi 67’ Giuliani 76’ Martelli 79’ (aut.) B. Frisoni 89’ | Marcatori |  |

### Finali scudetto
| Arbitro: | Rovida (Milano) |

|                                   |           |               |
| Della Valle 31’ Schiavio 41’, 58’ | Marcatori | 86’ Libonatti |

| Arbitro: | Lenti (Genova) |

|               |           |  |
| Libonatti 65’ | Marcatori |  |

| Arbitro: | Carraro (Padova) |

|              |           |  |
| Muzzioli 82’ | Marcatori |  |

## Statistiche

### Statistiche di squadra
| Competizione                   | Punti | In casa | In casa | In casa | In casa | In casa | In casa | In trasferta | In trasferta | In trasferta | In trasferta | In trasferta | In trasferta | Totale | Totale | Totale | Totale | Totale | Totale |     |
| Competizione                   | Punti | G       | V       | N       | P       | Gf      | Gs      | G            | V            | N            | P            | Gf           | Gs           | G      | V      | N      | P      | Gf     | Gs     | DR  |
| ------------------------------ | ----- | ------- | ------- | ------- | ------- | ------- | ------- | ------------ | ------------ | ------------ | ------------ | ------------ | ------------ | ------ | ------ | ------ | ------ | ------ | ------ | --- |
| Divisione Nazionale - girone B | 49    | 15      | 14      | 1       | 0       | 52      | 7       | 15           | 8            | 4            | 3            | 32           | 25           | 30     | 22     | 5      | 3      | 84     | 32     | +52 |
| Divisione Nazionale - finale   | 2     | 1       | 1       | 0       | 0       | 3       | 1       | 1            | 0            | 0            | 1            | 0            | 1            | 3      | 2      | 0      | 1      | 4      | 2      | +2  |
| Totale                         |       | 16      | 15      | 1       | 0       | 55      | 8       | 16           | 8            | 4            | 4            | 32           | 26           | 33     | 24     | 5      | 4      | 88     | 34     | +54 |

### Andamento in campionato
| Giornata  | 1 | 2 | 3 | 4 | 5 | 6 | 7 | 8 | 9 | 10 | 11 | 12 | 13 | 14 | 15 | 16 | 17 | 18 | 19 | 20 | 21 | 22 | 23 | 24 | 25 | 26 | 27 | 28 | 29 | 30 |
| --------- | - | - | - | - | - | - | - | - | - | -- | -- | -- | -- | -- | -- | -- | -- | -- | -- | -- | -- | -- | -- | -- | -- | -- | -- | -- | -- | -- |
| Luogo     | C | T | C | T | C | T | C | T | C | T  | C  | T  | C  | T  | C  | T  | C  | T  | C  | T  | C  | T  | C  | T  | C  | T  | C  | T  | C  | T  |
| Risultato | V | V | V | N | V | N | N | V | V | V  | V  | V  | V  | V  | V  | V  | V  | V  | V  | V  | V  | N  | V  | N  | V  | P  | V  | P  | V  | P  |
| Posizione | 1 | 1 | 1 | 2 | 1 | 1 | 1 | 1 | 1 | 1  | 1  | 1  | 1  | 1  | 1  | 1  | 1  | 1  | 1  | 1  | 1  | 1  | 1  | 1  | 1  | 1  | 1  | 1  | 1  | 1  |

Legenda:

Luogo: C = Casa; T = Trasferta. Risultato: V = Vittoria; N = Pareggio; P = Sconfitta.

### Statistiche dei giocatori
| Giocatore        | Divisione Nazionale | Divisione Nazionale |
| Giocatore        | Presenze            | Reti                |
| ---------------- | ------------------- | ------------------- |
| G. Baldi         | 29                  | 6                   |
| Besoli           | 2                   | 0                   |
| A. Busini (III)  | 30                  | 17                  |
| F. Busini (I)    | 17                  | 3                   |
| N. Cogolli       | 6                   | 1                   |
| G. Della Valle   | 20                  | 8                   |
| Di Giamberardino | 2                   | 0                   |
| Galliani         | 1                   | 0                   |
| F. Gasperi       | 31                  | 0                   |
| P. Genovesi      | 30                  | 2                   |
| Ghillini         | 2                   | 0                   |
| M. Gianni        | 32                  | -?                  |
| N. Lolli         | 3                   | 0                   |
| G. Martelli      | 14                  | 0                   |
| R. Mercatelli    | 2                   | 0                   |
| E. Monzeglio     | 31                  | 0                   |
| G. Muzzioli      | 32                  | 8                   |
| Negrini          | 2                   | 0                   |
| P. Pedretti      | 1                   | -?                  |
| B. Perin         | 1                   | 1                   |
| A. Pitto         | 28                  | 3                   |
| A. Pozzi         | 16                  | 6                   |
| A. Schiavio      | 29                  | 31                  |
| Zuffi            | 2                   | 0                   |